# 妖しのセレス ドラマアルバム 天女の歌声〜The Hevenly Voice〜
『妖しのセレス ドラマアルバム 天女の歌声〜The Hevenly Voice〜』（あやしのセレス・ドラマアルバム・てんにょのうたごえ・ザ・ヘブンリー・ヴォイス』は、テレビアニメ『妖しのセレス』のドラマCD。2000年10月4日にポニーキャニオンよりリリース。

## 解説
テレビアニメ化で省略された原作をもとに収録されている他、GeSANGのボーカル・司珠呂（日下ちひろ・当時は佐々木静香）と司敬（野島健児）によって歌われた挿入歌「無限の風」も収録されている。

## 収録曲
1. GeSANG [1:00]
2. スカーレット [1:00]
3. 羽衣伝説 [9:00]
4. 沖縄へ [13:00]
5. 珠呂と敬 [10:00]
6. 天女の歌声〜「Cross My Heart」 [23:00]
7. 無限の風 [6:00]
  - テレビアニメ『妖しのセレス』挿入歌
  - 作詞：森雪之丞、作曲・編曲：酒井良、歌：GeSANG